# 新潟県道322号鹿瀬日出谷線
新潟県道322号鹿瀬日出谷線（にいがたけんどう322ごう かのせひでやせん）は、新潟県東蒲原郡阿賀町内を通る一般県道である。

## 概要

### 路線データ
- 起点：新潟県東蒲原郡阿賀町鹿瀬（国道459号交点）
- 終点：新潟県東蒲原郡阿賀町日出谷字志津乙（国道459号交点）

## 路線状況

### 道路施設
平瀬橋
平瀬橋（びょうぜばし）は、新潟県東蒲原郡阿賀町の阿賀野川に架かる橋。
- 形式 - ランガー桁橋
- 橋長 - 174 m
  - 最大支間長 - 140.0 m

- 幅員 - 4.0 m
- 床版 - RC
- 施工 - 宮地鐵工所
- 発注者 - 鹿瀬町
- 竣工 - 1975年度（昭和50年度）

## 地理

### 通過する自治体
- 新潟県東蒲原郡阿賀町

### 交差する道路
- 国道459号（起点：阿賀町鹿瀬、「阿賀町役場鹿瀬支所」東方）
- 国道459号（終点：阿賀町日出谷字志津乙、「日出谷駅」西方）

### 周辺
- JR磐越西線
  - 鹿瀬駅 - 日出谷駅
- 新潟県警察 津川警察署
  - 鹿瀬駐在所
  - 日出谷駐在所
- 阿賀町消防本部 日出谷分遣所
- 阿賀町役場 鹿瀬支所（旧・鹿瀬町役場）
- 鹿瀬郵便局
- 日出谷郵便局
- 新潟昭和 鹿瀬工場（昭和電工関連会社）
- 阿賀野川